# 马里昂军事学院
马里恩军事学院于1842年在美國阿拉巴马州马里恩市創校，在该国仅有的4所军事初级学院中历史最为悠久。因其为阿拉巴马州法定的官方军事学府，所以又名阿拉巴马军事学院（the Military College of Alabama）。马里恩军事学院是南方院校协会的成员之一，有“美国伊顿”之称，曾被评为卓越荣誉军事学校、最佳军事初级学院、全美最成功的社区学院第12位、最佳社区学院第16位、阿拉巴马州校友收入最高的社区学院等。马里恩的军校学员团绰号猛虎营（Bold Tiger Battalion），除了自身的陆军军官课程外，也是美国五大联邦军校官方指定的预科之一。自建校一百余年以来，包括一位美利坚联盟国准将在内的美军各个军种共有超过200名将军毕业于该校。
马里恩军事学院的建校史可以追溯到1842年成立的霍华德学院。1887年，霍华德学院迁往伯明翰。时任校长J·T·墨菲因办学理念的分歧没有随该校迁移，而是留在旧校址依据其母校弗吉尼亚军事学院的模式创立了马里恩军事学院。成立伊始的马里恩被定义为私立军校。第二任校长H·O·墨菲在任期间以英国伊顿公学为办学目标，积极结交社会名流，扩大了马里恩在全美的影响力。然而，随着第一次世界大战的爆发，学校将治学重心主要放到军事训练上。1916年，马里恩军事学院成为了首批引进陆军预备军官训练计划的学校之一。大约在同一时期，又开设了联邦军校的预备课程。二战时期，学校从仅有的两栋建筑逐步扩建至今日之规模。1968年，美国陆军提前授衔计划进入了马里恩军事学院。2006年，马里恩转型为州立，并成为了阿拉巴马州法定的官方军校。
马里恩军事学院的校园經相关机构认证为阿拉巴马州历史地标（Alabama Historical Markers）。校内有两处国家史迹名录，分别是军校礼拜堂和拉夫雷斯楼（MMI Chapel and Lovelace Hall）和校长官邸（President's House）。此外，阿拉巴马军事名人堂（Alabama Military Hall of Honor）也位于校内。马里恩军事学院每年都会以主要游行队伍的身份参加美国历史最悠久的老兵节庆祝活动——伯明翰老兵节游行。

## 历史

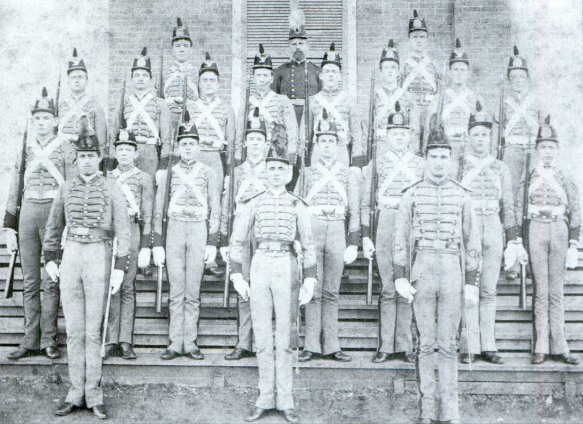
据信为J·T·墨菲（后排中间者）和早期学员合影

马里恩军事学院的前身为霍华德学院，由美国最大的基督新教教会美南浸信会于1842年创立。在南北战争期间，霍华德学院校园被南方军队征用，南军軍营和礼拜堂被命名为布雷肯里奇军事医院（Breckenridge Military Hospital）用来治疗南方伤兵和北方战俘，而学校后方则被用作阵亡军人之墓地，这段历史导致各种与南北战争相关的灵异故事在马里恩军事学院广为流传，校园也成为了阿拉巴马州知名的闹鬼之地。
1871年，前邦联军官、阿拉巴马大学教务长J·T·墨菲出任第6任校长。他对霍华德学院进行了改革，将课堂改成小班授课以注重学生个人能力的培养，他还对学校进行军事化改造，令学生在校园统一着灰色校服，并提高学生的纪律性。进入1880年代，随着学校的财政状况逐渐获得改善，校董事会便萌生了将校园搬迁到城市里的想法，当时马里恩白人与黑人之间日趋严重的种族矛盾也成了这一想法的催化剂。与此同时，随着学校规模的扩大，墨菲与美南浸信会在军事化管理和学生必须住校的理念上也产生了分歧。1887年，霍华德学院正式将校址前往搬到伯明翰，但时任校长J·T·墨菲选择留在马里恩，他坚持自己的军事化办学理念，依据母校弗吉尼亚军校的模式在霍华德学院原校址创立了马里恩军事学院，并成为了首任校长。由于马里恩军事学院在成立伊始被定义为私立军事初级学院和预科，军校还成立了自己的董事会对校务进行决策。当初由美南浸信会建立的女子学校也留在了马里恩，成为了今天的贾德森学院，而迁往伯明翰的霍华德学院后来更名为桑福德大学。
1906年，J·T·墨菲退休，其长子H·O·墨菲接任校长。H·O·墨菲非常注意结交社会名流，一生与很多名人都有书信往来。早在1905年时他就力邀时任普林斯顿大学校长的伍德罗·威尔逊作为特邀嘉宾在军校的毕业典礼发表演讲。1909年，他又写信邀请塔夫脱总统担任学校董事会主席并获得对方首肯。这一系列举措大大增强了马里恩军事学院在全美的影响力。H·O·墨菲野心勃勃，想以伊顿公学为榜样把马里恩打造成一所贵族寄宿学校，因此一度更名为马里恩学院（Marion Institute）。然而，随着第一次世界大战的爆发，马里恩将重心再次放在军事训练上面。1916年，马里恩军事学院成为了第一批引进陆军预备军官训练团的学校之一。同年，政府將该校评为“卓越荣誉军事学校（Honor Military School with Distinction）”。大约在同一时期，马里恩开设了西点军校等联邦军校的预备课程。在两次世界大战间隙，爱德华·阿尔蒙德曾在该校担任上尉教员，教授军事科学（1919年-1928年）。珍珠港事件后，许多马里恩军事学院校友，如尤金·史赖吉、威廉·W·奥特布里奇、布鲁斯·K·哈罗威等，随着美国宣战而相继参加了第二次世界大战。
1968年，为了应对越南战场陆军军官不足的困境，美国陆军提前授衔计划正式进入马里恩军事学院，并从此成为该校主要招生来源之一。1971年，马里恩军事学院开始招收女性学员。2006年3月，阿拉巴马州议会通过决议，正式将马里恩军事学院从私立转型为州立军事学院。作为转变过程之一，马里恩军事学院至此不再招收高中预科生。2009年5月，随着最后一届高中学员毕业，军校高中预备部成为了历史，原有预备课程转移至正常大学的课程当中。

## 校园

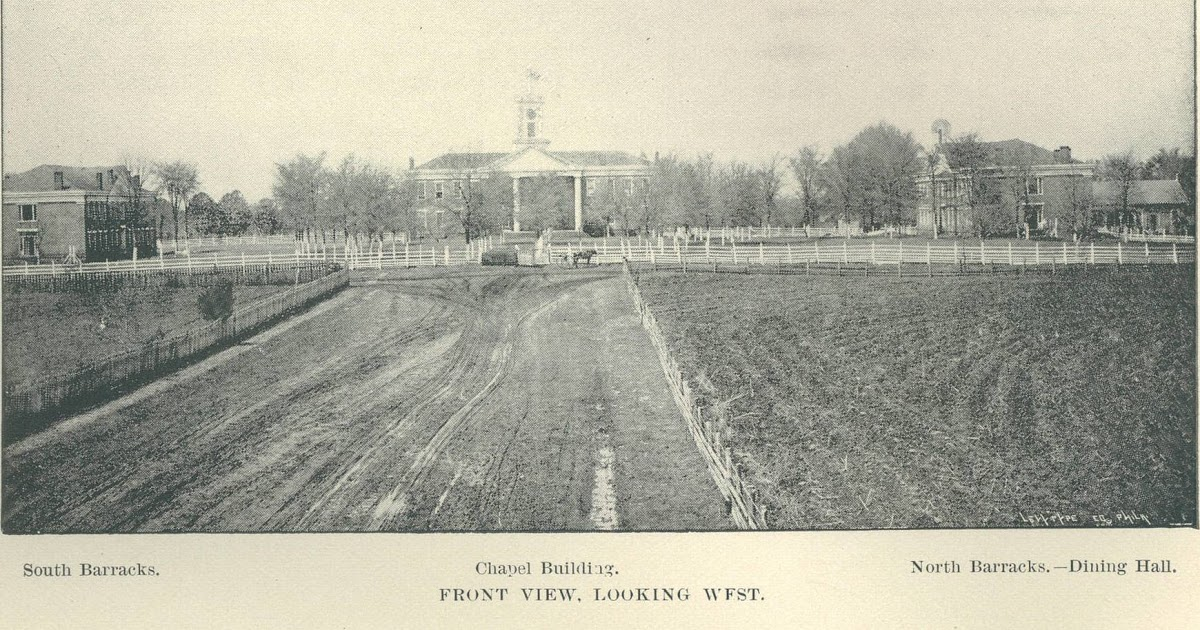
1890年代的校园

马里恩军事学院的校园最初仅由三座建筑——南北两座军营和礼拜堂所组成，三者均由诺阿·K·戴维斯设计。南军营后来被命名为拉夫雷斯楼（Lovelace Hall），北军营则稱作威尔克森楼（Wilkerson Hall），用以纪念曾将该校从破产边缘挽救回来的两位校董——杰西·B·拉夫雷斯（Jesse B. Lovelace）和W·W·威尔克森（W. W. Wilkerson）。南军营于1940年被大火焚毁，现在的威尔克森楼于1943年重建。二战结束后，时任校长J·T·墨菲二世设计了一个扩建校园的计划。包括后来命名为爱尔兰中心（Ireland Center）的室内体育馆、化学实验室、和两个现代化军营——墨菲楼（Murfee Hall）和董事会楼（Trustee Hall）一起建成。1960年代，时任校长保罗·B·罗宾逊在军校礼拜堂两翼增建教室，还增建一座图书馆，并以第五任校长的名字命名为贝尔图书馆，又修建了一座室外体育场（後命名为保罗·B·罗宾逊体育场）。两任校长的一系列扩建举措奠定了今日的校园规模。目前，马里恩军事学院占地160多英亩。
因为校园曾在南北战争时期曾作為军事医院的缘故，马里恩军事学院校园于1979年經阿拉巴马历史协会认证为阿拉巴马州历史地标之一。军校礼拜堂和拉夫雷斯楼和校长官邸更分别于1978年和1979年入选国家史迹名录。此外，由时任州长乔治·华莱士于1975年批准建立的阿拉巴马军事名人堂（原马里恩市政厅）也位于校内。

## 教学

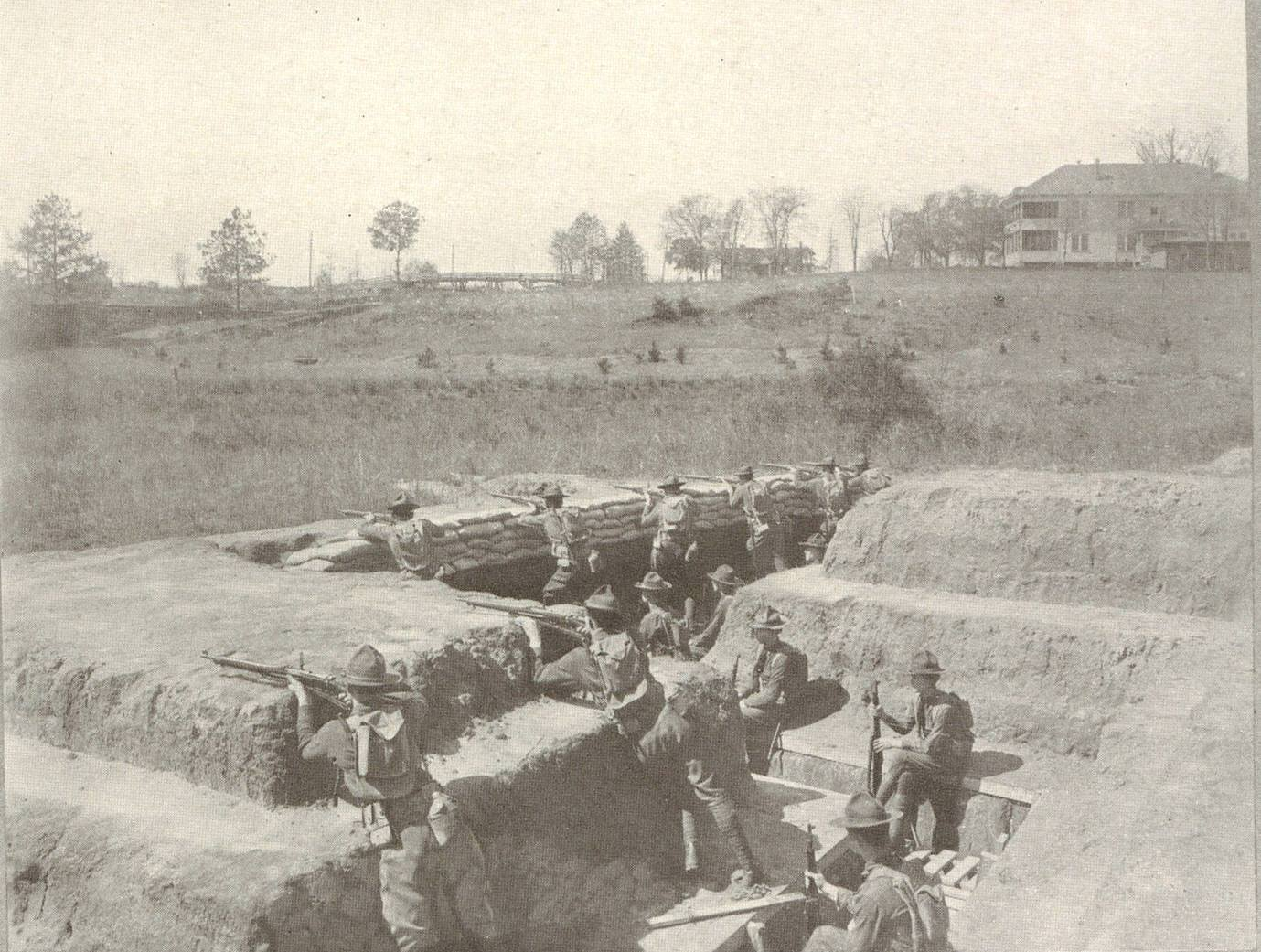
早期步枪训练

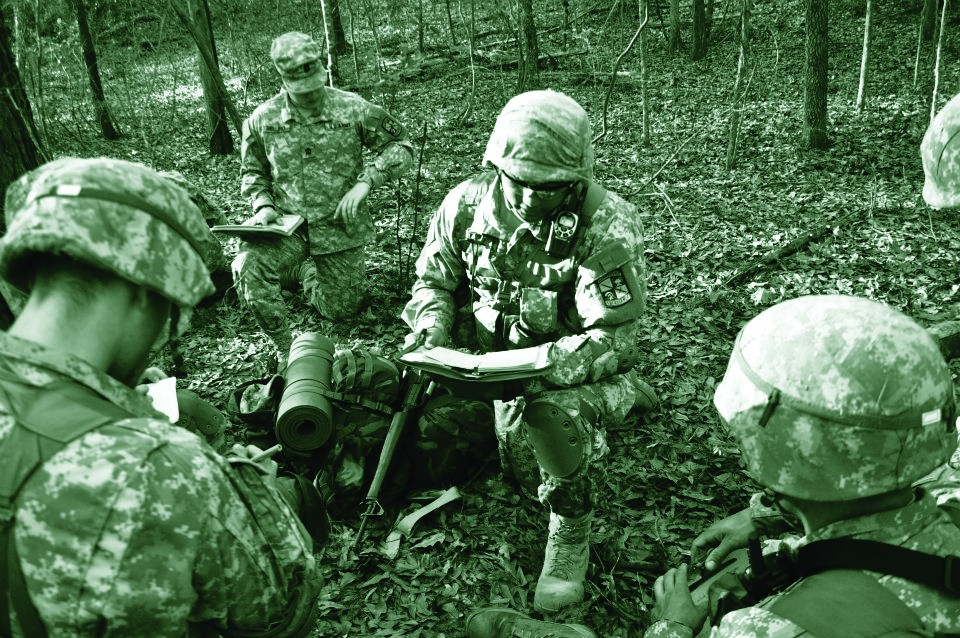
战术训练，2013年

马里恩军事学院是一所小规模的高等教育机构，学员总数通常在420人左右，学员与教职员工的比例为16：1，教学模式为小班级授课。目前该校仅招收美国公民，学员均为全日制学生，并要求住校以接受军事化管理，学员毕业率通常在25%左右。作为一所两年制军事学院，马里恩军事学院通常授予毕业学员文理、通识、人文学副学士学位，目前有领导力、刑事司法、历史、工程预备、护理预备、自然科学、心理学、社会学等具体专业供学员选择，学员必须在相关领域修满15学分的课程才能获得该专业的文凭。不过，无论选择哪种专业，都必须修满两学年的陆军军事科学课程。由于历史上的特殊关系，学员还可以选择在贾德森学院选修部分课程。马里恩学员通常根据发展路线的不同还分为几大课程计划，主要有提前授衔计划、联邦军校预科计划、领导力教育计划等。

### 提前授衔计划
提前授衔计划（Early Commissioning Program，简称ECP）开始于1966年，起初是针对越南战场对陆军军官的大量需求而创立的两年制军官课程。正是在这样一个大背景下，马里恩军事学院成为了第一批引进该课程的学校之一。参与提前授衔计划的学员可以在马里恩军事学院直接学习高年级军事科学课程，毕业后授予少尉军衔。而相比之下，包括西点军校在内的一般军官养成周期均为四年。提前授衔少尉毕业后，将成为陆军预备役军官，陆军每年将提供10,000美金的奖学金助其完成学士学位，但原则上必须在两年内毕业。

### 联邦军校预科计划
联邦军校预科计划（Service Academy Program，简称SAP），起源于1910年，是美国历史最悠久的联邦军校预科课程，在军界颇有声望。该校的相关预科课程从起初只有西点军校和海军学院两所发展为目前全美唯一一所同时被西点、海军、空军、海警、商船五大联邦军校官方指定的预科项目。预科计划通常为期一年，着重于对预科学员的学术和体能方面的培养，同时帮助他们提高SAT或ACT分数。近年来，马里恩军事学院每年都会向五大联邦军校输送近百名学员。除了联邦军校预科外，马里恩军事学院还提供美国空军预备军官训练团初级课程和美国海军陆战队预选军官学校预备课程，这两类学员有时也被归入SAP之列。

### 领导力教育计划
领导力教育计划（Leadership Education Program，简称LEP）专门为以上两类之外的学员而设立。参加领导力教育计划的学员虽然也需要参加初级军事科学课程和一定的军事训练，但这个计划对毕业学员并无任何军事义务方面的要求。学员在体验军校的环境之余，还可以培养个人领导能力、团队协作能力，并养成有纪律的生活方式。马里恩军事学院的体育生主要都是这一项目的成员。

## 学员建制与等级

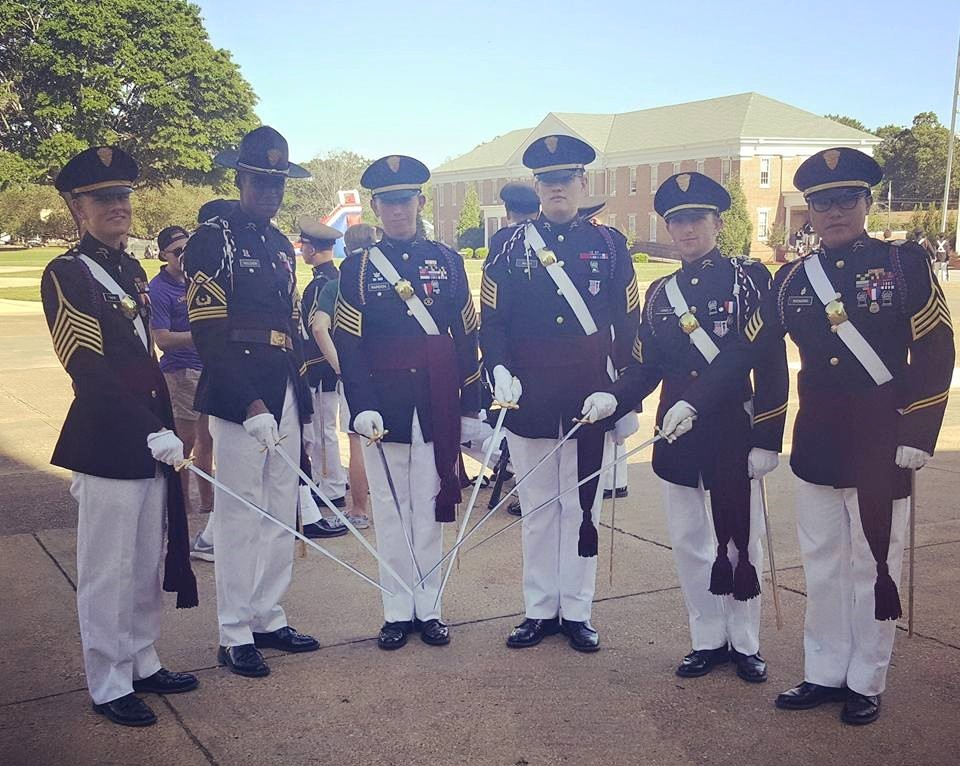
学员营长（左一）和营部参谋

作为传统美国军校之一，马里恩军事学院对学员进行全面军事化管理。军校将在校学员编组为一个营，下辖营部和A、B、C、D、E、乐队六个连。营长是学员的最高指挥官，等级为学员中校（Cadet Lieutenant Colonel），直属学员少校（Cadet Major）副营长一人和职级不同的参谋数人，还有一名营学员士官长。各连有一位学员上尉（Cadet Captain）作为连长负责管理，此外还有学员中尉（Cadet First Lieutenant）副连长一人、学员少尉（Cadet Second Lieutenant）排长两人，连学员士官长（Cadet First Sergeant）一人，排学员上士（Cadet Sergeant First Class）两人。每个排通常还会有三到四个学员班长，每个班下属可能还会有学员中士或下士担任伍长。
| 礼服袖章 | 常服领章 或 迷彩服胸章 | 学员等级 | 职务                                                                |
| -------- | ---------------------- | -------- | ------------------------------------------------------------------- |
|          |                        | 中校     | 营长                                                                |
|          |                        | 少校     | 副营长 营部参谋3（行动官） 荣誉评议会主席                           |
|          |                        | 上尉     | 各连连长 营部参谋1（人事官）、2（警卫官）、4（补给官）、5（礼仪官） |
|          |                        | 中尉     | 副连长 营部牧师 沼泽之狐、白骑士、仪仗队指挥官                      |
|          |                        | 少尉     | 排长 营部助理参谋                                                   |
|          |                        | 总士官长 | 营士官长                                                            |
|          |                        | 士官长   | 连士官长                                                            |
|          |                        | 上士     | 排士官长                                                            |
| 无       |                        | 参谋中士 | 班长 参谋5助理                                                      |
| 无       |                        | 中士     | 伍长                                                                |
| 无       |                        | 下士     | 伍长                                                                |
| 无       |                        | 一等兵   | 高年级普通学员                                                      |
| 无       |                        | 二等兵   | 低年级普通学员                                                      |
| 无       | 无                     | 列兵     | 尚未通过入学训练的新学员                                            |

## 社团

### 白骑士
白骑士（White Knights）社团成立于1950年，旨在提倡纪律性很强的花式步枪训练，成员之间将建立起如兄弟一般的友谊和信任。新成员训练在每学期伊始，成为白骑士成员需要通过总共为三周的严格训练。每年白骑士都会在美国各地进行表演。其中包括一些重大活动，例如老兵节、圣诞节、砂糖碗、橘子碗、印第安纳波利斯500等，并与空军学院的花式步枪队进行交流。社团指挥官的等级为学员中尉。

### 沼泽之狐

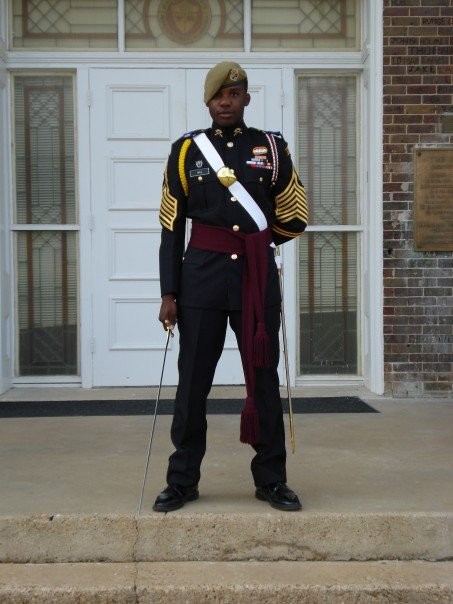
一位沼泽之狐成员

沼泽之狐（Swamp Fox）创立于1963年，社团名称源于美国独立战争英雄弗朗西斯·马里恩的绰号。马里恩在美国革命中以简陋装备精锐小队对英军大胆攻击的故事启发了学员们，因此沼泽之狐要求成员具有最强健的体魄、严格的纪律性、并且陆军体能测试得分需在270以上。新成员需要通过非常严苛的考验才能被社团接纳，沼泽之狐的新训参考不同军事学校的技能测试，包括游骑兵、专家级步兵、空中突击和空降兵等学校。社团指挥官的等级为学员中尉。
沼泽之狐还有自己的组织信条，内容如下：
我是沼泽之狐成员，士兵和精英。我承诺捍卫美利坚合众国，抵抗所有国内外来犯之敌。所以，为了超越我的敌人，我将保持良好的身体状态。为了比敌人考虑得更周到，我将始终保持警惕。我时刻做好精神准备，为这个伟大的国家能够击败敌人而献出一切，包括生命。社团成员之间要保持坚固的兄弟情谊，如果（成员）有需要，我会去帮助。如果是在战斗中，我会施以援手。我们将紧握彼此，直至星辰坠落。

### 仪仗队
马里恩军事学院仪仗队（Honor Guard）也是校内重要组织之一，仪仗队员负责每日校内的升降国旗、州旗仪式。此外还在阅兵游行、社区活动中扮演重要角色。仪仗队同样有新成员训练，为期两周，主要内容为队列行进方式、如何升降旗、以及正确折叠国旗的方式。社团指挥官的等级为学员中尉。

### 游骑兵挑战

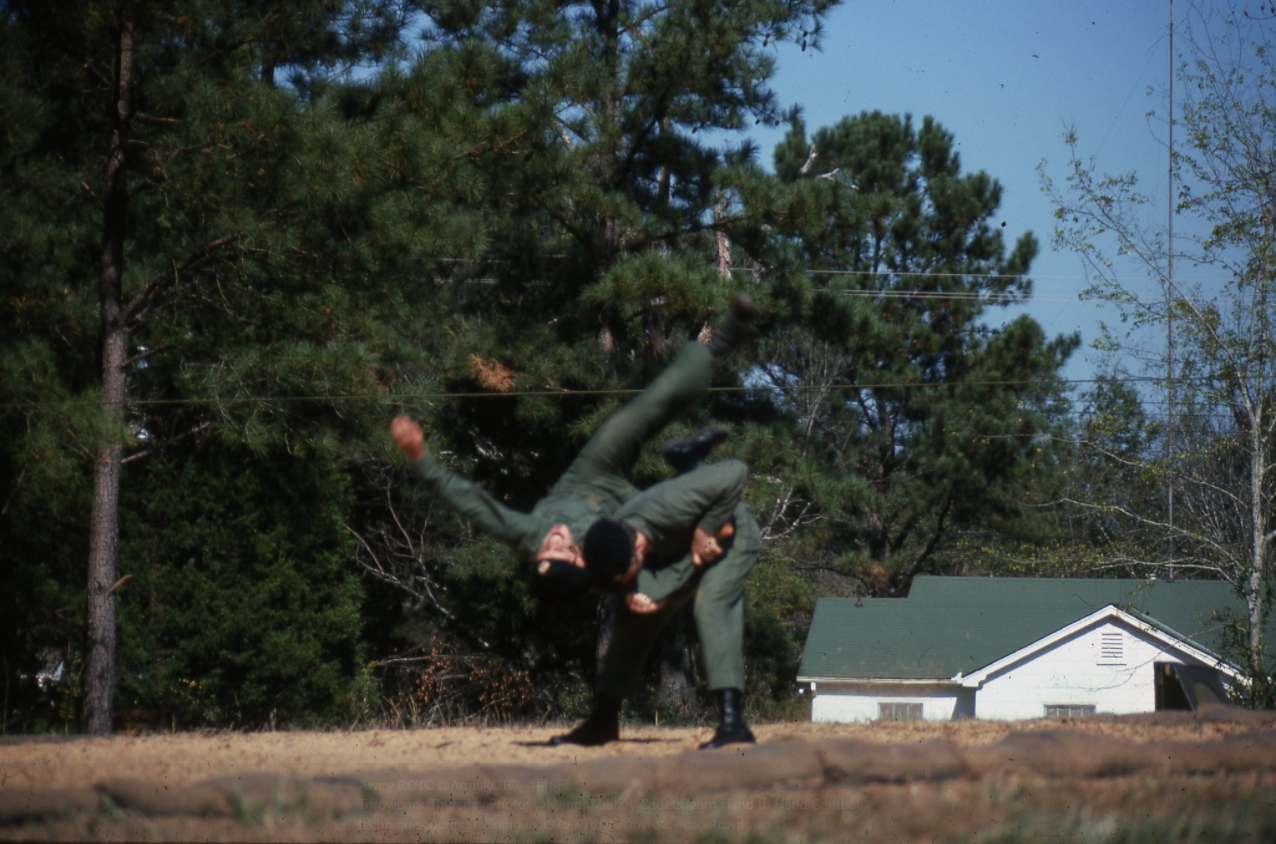
学员练习格斗技巧，1975年

游骑兵挑战（Ranger Challenge）是由美国陆军组织的比赛。其目的是培养成员的坚韧精神和身体素质，同时提高领导能力、开发团队凝聚力，培养不同学校军官项目之间的良性竞争。作为军校之一，马里恩军事学院游骑兵挑战团队每年都会派出最精锐的学员去往肯塔基州的诺克斯军事基地与陆军预备军官训练团第1旅所辖其他军校一争高下。参与竞赛的学员将会获得陆军部颁发的游骑兵挑战技能章。

### 其他
除了以上主要社团外，还有其他组织，如主管校风的荣誉评议会（Honor Council）、飞行社团“飞虎队”（Flying Tigers）、潜水社团“水肺虎”（Scuba Tigers）、历史社团“诺曼底学社”（Normandy Society）、爱尔兰语俱乐部（Gaelic club）、乐器、戏剧等根据个人兴趣爱好而形成的组织。另外，荣誉社团刀鞘与刀锋、Phi Theta Kappa也在马里恩军事学院有分部。除了军校官方组织，还有很多学员自发组成体育社团参加校内各项运动的比赛。

## 体育

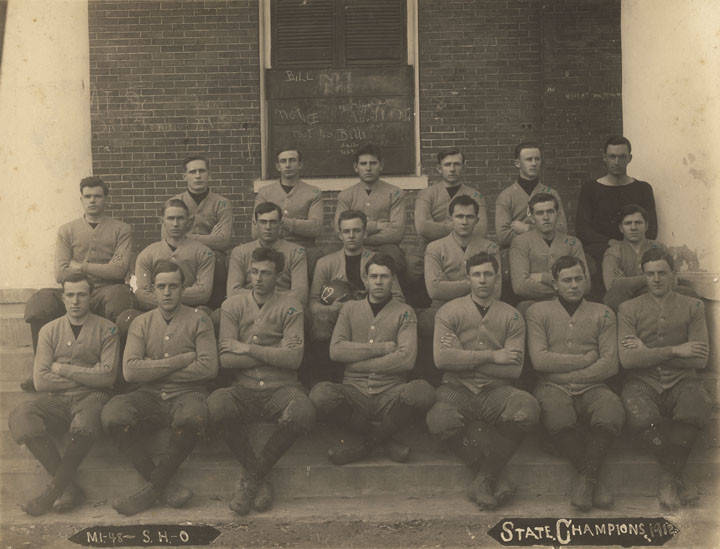
马里恩军事学院美式足球队1912年州获得州冠军时的阵容

马里恩军事学院体育代表队稱為老虎队（Tigers），代表色在建校之初本为粉色和绿色，因为与时任普林斯顿大学校长伍德罗·威尔逊的交往，受其影响而改为橘色和黑色，以老虎为吉祥物也是受普林斯顿大学的启发。目前，马里恩军事学院体育代表队共有篮球、棒球、垒球、网球、越野、高尔夫球六种运动。其中篮球队和网球队分别于2016赛季夺得了国家初级学院体育协会（NJCAA）阿拉巴马社区学院联盟冠军和区域冠军，其中篮球队还以24胜6负的战绩打入了当年的全国联赛，但于同年3月16日以70比78负于麦克雷南社区学院止步首轮。
历史上，马里恩军事学院还曾拥有美式足球校队，曾于1912年获得阿拉巴马州冠军。在1918年11月28日的联赛中，马里恩军事学院甚至以101比0狂胜桑福德大学，但也曾于1922年9月30日以0比110的悬殊比分负于阿拉巴马大学，并成为美式足球名校阿拉巴马大学单场最高得分记录，也是其至今唯一一场单场得分过百的比赛而载入史册。

## 校歌
马里恩军事学院校歌由理查德·M·因洛少校（Richard M. Inlow）创作，歌词如下：

## 历任校长

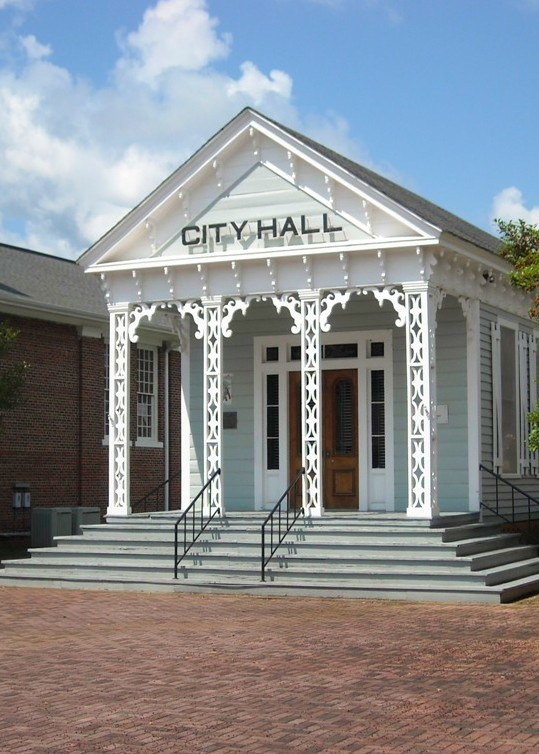
阿拉巴马军事名人堂（前马里恩市政厅）

马里恩军事学院建校至今已历16任校长，具体信息如下：
| 任数 | 图片 | 姓名                | 任期      | 备注                                |
| ---- | ---- | ------------------- | --------- | ----------------------------------- |
| 1    |      | J·T·墨菲            | 1887-1906 | 前美利坚联盟国陆军中校              |
| 2    |      | H·O·墨菲            | 1906-1919 |                                     |
| 3    |      | W·L·墨菲            | 1919-1944 |                                     |
| 4    | -    | J·T·墨菲二世        | 1944-1953 |                                     |
| 5    | -    | 林顿·H·贝尔         | 1953-1954 |                                     |
| 6    | -    | 罗伯特·C·普罗温     | 1954-1958 |                                     |
| 7    |      | 卡托·D·格罗弗       | 1958-1959 | 前海军上将                          |
| 8    | -    | 保罗·B·罗宾逊       | 1959-1973 |                                     |
| 9    |      | 德雷珀·L·考夫曼     | 1974-1976 | 前海军准将 考夫曼巡防舰以其名字命名 |
| 10   | -    | 托马斯·H·巴尔菲尔德 | 1976-1983 | 前陆军少将 1935届校友               |
| 11   | -    | 小克莱德·W·斯宾塞   | 1983-1990 | 前陆军少将 1946届校友               |
| 12   | -    | 约瑟夫·L·方特三世   | 1990-1994 | 前陆军少将 1947届校友               |
| 13   |      | 韦恩·T·亚当斯       | 1994-1998 | 前陆战队准将 1960届校友             |
|      |      | 空缺期              | 1998-2000 |                                     |
| 14   |      | 罗伯特·F·弗利       | 2000-2004 | 前陆军中将 荣誉勋章获得者           |
| 15   | -    | 詹姆斯·H·本森       | 2004-2009 | 前陆战队上校                        |
| 16   |      | 大卫·J·莫拉汉       | 2009至今  | 前陆战队上校                        |

## 知名校友

### 提前授衔计划
- 特里·F·摩尔，1981届校友，联邦法官。
- 克拉克·勒马斯特斯，1982届校友，陆军少将，第36任军械部队司令官、第35任坦克和自动化装备生命周期管理司令部司令官。
- 小雷蒙德·F·谢尔德斯，1983届校友，陆军少将，纽约陆军国民警卫队司令官[45]。
- 斯科特·埃夫兰德，1985届校友，陆军少将，前胡德堡司令官。
- 罗伯特·本内特，1985届校友，陆军准将，军务部队（英语：United States Army Adjutant General's Corps）第61任指挥官（英语：List of Adjutants General of the U.S. Army）。
- 迈克·凯里，1989届校友，共和党籍联邦众议员[46]。
- 杰夫·布兰德斯，1996届校友，前佛罗里达州参议员，共和党籍。
- 肖恩·莫利（英语：Shawn Morelli），1996届校友，场地自行车运动员，里约残奥会美国代表团首枚金牌得主。
- 埃莫森·布鲁克斯，1997届校友，演员、配音演员，2012年有色人种促进协会形象奖得主之一。

### 联邦军校预科
- 哈罗德·豪瑟（英语：Harold Houser），1916届校友，海军上将，第35任美属萨摩亚总督。
- 梅尔林·奥尼尔（英语：Merlin O'Neill），1918届校友，海岸警卫队上将，第10任海警司令官。
- 何塞·M·卡巴尼亚斯（英语：José M. Cabanillas），1919届校友，海军上将，二战老兵。
- 保罗·D·亚当斯（英语：Paul D. Adams），1924届校友，陆军上将，进击司令部（英语：United States Strike Command）司令官。
- 威廉·W·奥特布里奇（英语：William W. Outerbridge），1924届校友，生于香港，海军准将，珍珠港事件中向日军开火反击的第一人。
- 约克布斯·E·斯马特（英语：Jacob E. Smart），1927届校友，空军上将。
- 罗伯特·E·霍加布姆（英语：Robert E. Hogaboom），1921届校友，海军陆战队上将，陆战队参谋长。
- 托马斯·沃克（英语：Thomas Walker (naval officer)），1933届校友，海军上将，星座号航空母舰第一任指挥官。
- 布鲁斯·K·哈罗威（英语：Bruce K. Holloway），1937届校友，空军上将，空军副参谋长。
- 约翰·班森（英语：John Bahnsen），1952届校友，陆军准将，越战老兵。

### 其他
- 乔治·多尔蒂·庄士敦（英语：George Doherty Johnston），1849届校友（霍华德学院时期），美利坚联盟国陆军准将[47]。
- 米勒·里瑟·哈奇森（英语：Miller Reese Hutchison），1891届校友，电气工程师和发明家。
- 小马斯顿·E·奥尼尔（英语：Maston E. O'Neal Jr.），1925届校友，联邦众议员。
- 汤姆·斯塔格（英语：Tom Stagg），1941届校友，联邦法官。
- 尤金·史赖吉，1944届肄业（后获颁荣誉学位[48]），二战老兵，著有回忆录《老兵长存》，为美剧《太平洋》的主角和主要剧情来源之一[49]。
- 约翰·亨利·贝克（英语：John Henry Baker），1955届校友，共和党籍政治人物。
- 伯纳德·福特（英语：Bernard Ford (American football)），1985届肄业，前國家美式足球聯盟球员。
- 德怀特·斯通（英语：Dwight Stone (American football)），1985届肄业，前國家美式足球聯盟球员。
- 乔纳·托德，2016届校友，棒球运动员，2017年选秀被美国职棒大联盟洛杉矶天使队选中，曾效力于天使队子队伯灵顿蜜蜂（英语：Burlington Bees）[50][51]。